# Museu de Arte do Rio
Museu de Arte do Rio (MAR) é um museu do Rio de Janeiro, inaugurado em 1 de março de 2013, mantido em parceria dos órgãos públicos da cidade com a iniciativa privada.
O monumento faz parte de um projeto de revitalização do centro carioca, que foi iniciado em 2009 através de uma lei municipal e pretende investir até R$ 8 bilhões nos próximos anos.
A iniciativa é da Prefeitura do Rio em parceria com a Fundação Roberto Marinho, e tem atividades que envolvem coleta, registro, pesquisa, preservação e devolução à comunidade de bens culturais.
Todo o plano arquitetônico foi organizado pela Jacobsen Arquitetura, com a ideia dos três principais arquitetos: Paulo Jacobsen, Bernardo Jacobsen e Thiago Bernardes.
A primeira definição do projeto foi estabelecer um sistema de fluxo de modo tudo funcionasse de forma integrada e eficiente, juntando com a criação da Escola do Olhar, espaço de desenvolvimento de arte e cultura.[carece de fontes?]

## O Museu

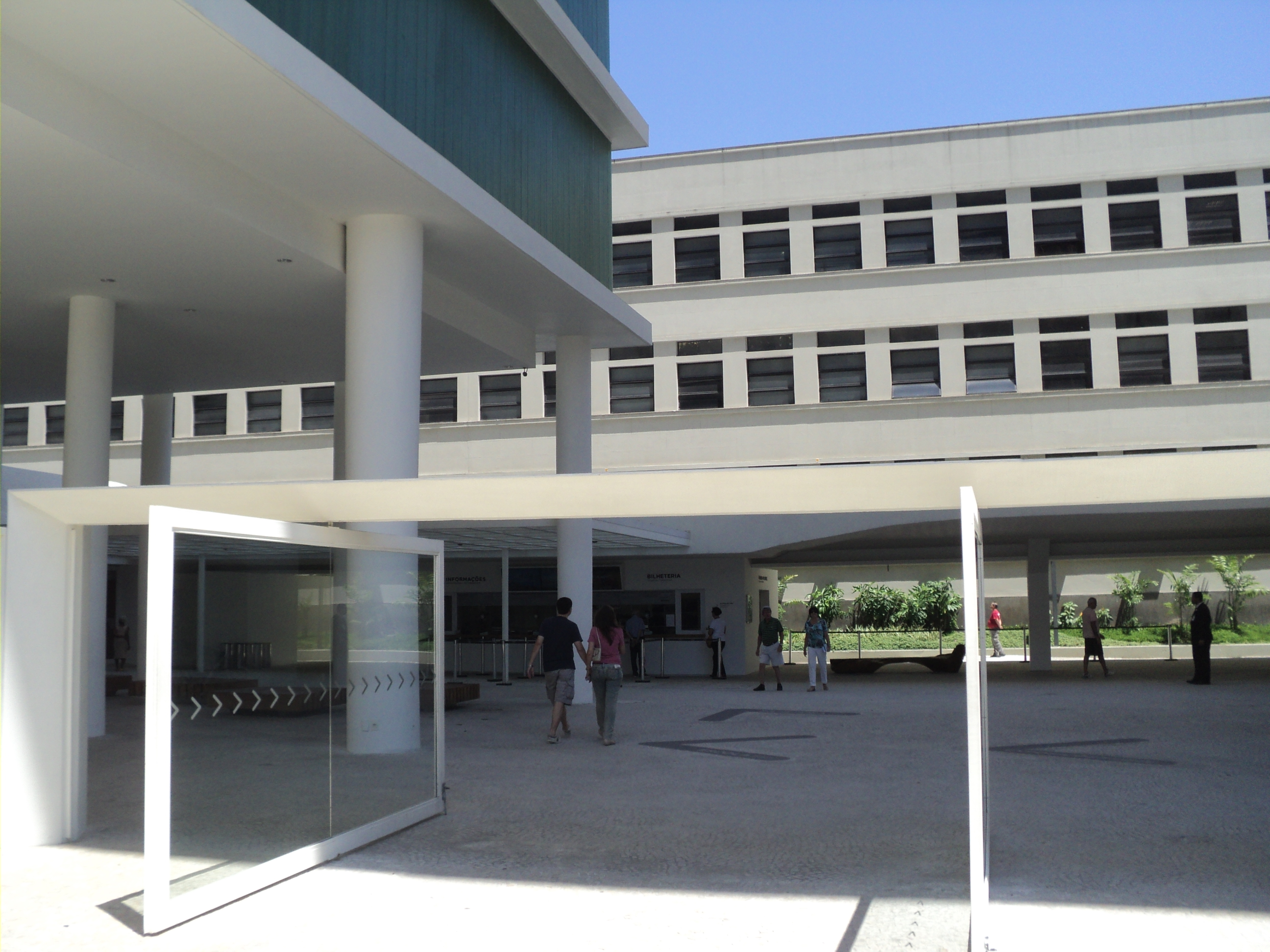
Entrada do Museu de Arte do Rio.

Localizado no Centro da cidade do Rio de Janeiro, próximo a principal avenida do bairro, o centro histórico ocupa dois edifícios na praça Mauá, entre o Centro e a Zona Portuária.
Projeto pensando em parceria com a Fundação Roberto Marinho, o local é uma parceria entre a Prefeitura, o governo estadual e federal, com apoio do Ministério da Cultura, e que busca promover uma valorização da história da cidade.
Um dos prédios é o Palacete Dom João VI, construído em estilo eclético. Foi dedicado às salas de exposição, o "Pavilhão de Exposições", aproveitando-se o pé-direito alto e a estrutura livre de seus salões. O outro, adjacente ao palácio, era utilizado pelo terminal rodoviário Mariano Procópio antes de ser integrado ao museu, a "Escola do Olhar", além de abrigar a administração e outros departamentos.
Os dois prédios somados, ligados por uma passarela suspensa, a "cobertura fluída", ocupam uma área total de 2.300 metros quadrados e uma área construída de 11.240 m².

### Inauguração
Com a presença das principais autoridades municipais, estaduais e federais, o espaço foi inaugurado no dia 1 de março de 2013, mesmo com algumas ainda em andamento. Na época, o governador do Rio de Janeiro, Sergio Cabral, do PMDB, estimava que apenas a construção do museu custaria R$ 76 milhões. Além disso, durante a abertura do local, o político anunciou que todo acervo do Banerj, o Banco do Estado do Rio de Janeiro, seria deslocado para o MAR.

### Prêmio de arquitetura
O museu foi premiado com o título de melhor construção de 2013, ano da sua inauguração, na categoria museu, pelo voto popular do maior prêmio internacional de arquitetura do mundo, o Architizer A+ Awards. O MAR concorreu com os museus Heydar Aliyev Center (Azerbaijão), New Rijksmuseum (Holanda), Zhujiajiao Museum of Humanities & Arts (China) e com o Danish Maritime Museum (Dinamarca).

## Arquitetura
O projeto arquitetônico do MAR foi produzido pelo escritório carioca Bernardes + Jacobsen. Ampla, a área do museu engloba 15 mil metros quadrados, que incluem oito salas de exposições rotativas - você pode saber sobre exposições passadas, presentes e futuras diretamente no site do MAR - e cerca de 2.400 metros quadrados, que se dividem entre recepção, área técnica, serviços para o público visitante e a Escola do Olhar. A instituição é formada por dois prédios, que se interligam por uma praça que apresenta uma passarela coberta em forma de onda, que remete à zona portuária do Rio de Janeiro, transformando-os em um conjunto harmônico.[carece de fontes?]